# Walter Reinarz
Walter Reinarz (* 27. Februar 1957 in Leudersdorf) ist ein Kölner Kommunalpolitiker und Manager.

## Leben
Reinarz begann 1972 eine Ausbildung als Bundesbahnassistent. 1986 machte er ein Diplom als Verwaltungsbetriebswirt an der Fachhochschule des Bundes (Fachbereich: Eisenbahnwesen). Danach arbeitete er von 1987 bis 2000 beim Bundesverkehrsministerium unter anderem als stellvertretender Leiter des Ministerbüros und als Referent für Beteiligungscontrolling und für Controlling in der Abteilung für Eisenbahn und Wasserstraßen.
Reinarz wurde im November 2000 Geschäftsführer der Verkehrsverbund Rhein-Sieg GmbH.
Am 1. November 2003 wechselte Reinarz zu den Kölner Verkehrs-Betrieben (KVB) und übernahm das Vorstand-Ressort Technik von Wolfgang Meyer, dessen Amtszeit am 31. Oktober 2003 mit dem Wechsel in den Ruhestand endete. Die KVB informierten, dass „die in den Medien öfter noch beschriebene Funktion eines Technikvorstands – mit dem Ausscheiden des Vorgängers von Vorstandsmitglied Walter Reinarz – im Rahmen einer Neuverteilung von Zuständigkeiten beendet“ wurde.
Seine Zuständigkeiten umfassten: Absatz/Marketing, Fahrgastservice, Nahverkehrsmanagement und Fahrweg auch die Stabsstelle Umweltschutz sowie das Projekt Nord-Süd Stadtbahn Köln. Zudem bekleidete er im Rahmen seiner Vorstandstätigkeit folgende Ämter: Geschäftsführer der Stadtbahngesellschaft Rhein-Sieg mbH (SRS); Geschäftsführer der RC Data; Geschäftsführer der Westigo GmbH; Mitglied des Aufsichtsrates der Regionalverkehr Köln GmbH (RVK); Vorsitzender der Landesgruppe NRW des Verbands Deutscher Verkehrsunternehmen und Mitglied des Präsidiums im Verband Deutscher Verkehrsunternehmen (VDV); Beisitzer der Studiengesellschaft für unterirdische Verkehrsanlagen (STUVA).
Während seiner Vorstandstätigkeit konnte die Kundenzufriedenheit in den Bereichen Sauberkeit im Fahrzeug, Informationsbroschüren, Internet-Auftritt und Schülertickets gesteigert werden.
Als Vorstand, in dessen Zuständigkeitsbereich der Bau der Nord-Süd Stadtbahn fiel, stand Reinarz in der Kritik, als am 3. März 2009 neben einer Baustelle für eine U-Bahn-Haltestelle der Nord-Süd-Bahn das Historische Archiv der Stadt Köln einstürzte. Im Zuge der Ermittlungen über den Grund des Einsturzes stand auch eine Ablösung Reinarz’ im Raum, weil der KVB-Aufsichtsrat Reinarz vorwarf, Erkenntnisse über Grundwasserprobleme in der U-Bahn-Baustelle nicht weitergeleitet zu haben. Jürgen Roters kritisierte Reinarz am 3. März 2010 bei einer Gedenkfeier im Historischen Rathaus und entzog ihm das Vertrauen, weil er nach einem Grundwassereinbruch in einer U-Bahn-Baugrube versäumt habe, zu handeln. Roters hat sich im Dezember 2015 bei Reinarz entschuldigt.
Am 8. März 2010 gestand der von den KVB beauftragte Baurechts-Fachanwalt Gero Walter erstmals nach Enthüllungen über Betrügereien (u. a. möglichen Diebstahls von Eisenbügeln und gefälschten Bauprotokollen) Fehler bei der Bauaufsicht am Waidmarkt ein, unmittelbar an der Einsturzstelle des Historischen Archivs der Stadt Köln. Der Einbau von Eisenbügeln sowie zahlreiche Betonierungsprotokolle seien nicht ausreichend kontrolliert worden. Als Konsequenz trennte sich der KVB-Aufsichtsrat von Reinarz, der für den U-Bahn-Bau zuständig war. Über einen einvernehmlichen Auflösungsvertrag wurde rund zwei Wochen erfolglos verhandelt. Am 22. März 2010 wurde Reinarz vom Aufsichtsrat der Kölner Verkehrsbetriebe aus dem Vorstand abberufen (mit 18 gegen zwei Stimmen der CDU-Aufsichtsratsmitglieder). Sein Vertrag lief bis Herbst 2013. Reinarz blieb bei unveränderten Bezügen im Unternehmen angestellt. Sein Jahresgehalt als ehemaliger technischer Vorstand betrug 220.000 €. Nach dem Ablauf des Vertrages erhält er eine jährliche Pension von 130.000 €.
Gegen Reinarz wurde im Zusammenhang mit dem Einsturz des Stadtarchivs nicht ermittelt. Die  Staatsanwaltschaft sah keine Anhaltspunkte, die die Aufnahme von Ermittlungen gerechtfertigt hätten.
Reinarz war von 2003 bis zu seinem Rücktritt im März 2008 Vorsitzender der CDU Köln. Rücktrittsgrund waren als unangemessen angesehene Ruhegeldregelungen für den Falle eines vorzeitigen Endes seiner Vorstandstätigkeit für die Kölner-Verkehrs-Betriebe. Andererseits stand seine Doppelfunktion als Vorstandsmitglied und als Kommunalpolitiker in der Kritik. Zu seiner Bilanz als Kreisvorsitzender der Kölner CDU gehört die Ablösung des Delegiertenprinzips durch das Mitgliederprinzip, um, wie er erklärte, den „alten Strippenziehern“ keinen Raum einzuräumen.
Reinarz berät das Unternehmen trans regio Deutsche Regionalbahn GmbH. Der Aufsichtsrat der KVB genehmigte seine Nebentätigkeit. Seit 2010 ist Reinarz Inhaber der Walter Reinarz Unternehmensberatung, die ÖPNV- und SPNV-Unternehmen in Fragen der strategischen Ausrichtung, insbesondere im Marketing, Vertrieb, bei der Einnahmenaufteilung und der Restrukturierung berät. Zusätzlich gründete er mit dem Personalberater Thomas Schünemann die Reinarz & Schünemann Consulting GbR, die im kommunalen Umfeld stehende Unternehmen bei der Gewinnung von qualifiziertem Führungspersonal unterstützt. Seit November 2013 ist Reinarz als Gesellschafter und Geschäftsführer der DVW Deutsche Verkehrswerbung GmbH für Marketing und Vertrieb auf und in Verkehrsmitteln des ÖPNV und SPNV tätig.
Im November 2017 wurde Reinarz zum hauptamtlichen Geschäftsführer der Rhein-Erft-Verkehrsgesellschaft gewählt und sein Vertrag im Dezember 2022 bis zum 31. Dezember 2025 verlängert.